# تساراباریا
تساراباریا (به لاتین: Tsarabaria) یک منطقهٔ مسکونی در ماداگاسکار است که در ووهمار واقع شده‌است. تساراباریا ۲۰٬۰۰۰ نفر جمعیت دارد و ۳۹ متر بالاتر از سطح دریا واقع شده‌است.